# Donald MacLean
Donald MacLean Jr. (Los Angeles, ...) è un attore, sceneggiatore e produttore televisivo statunitense.

## Filmografia

### Attore

#### Cinema
- Neon Passion, regia di Paul K.V – cortometraggio (2018)
- You're up Next, regia di Paul K.V – cortometraggio (2018)
- Il rito delle streghe (The Craft: Legacy), regia di Zoe Lister-Jones (2020)
- Adult Adoption, regia di Karen Knox (2022)

#### Televisione
- The Things We Say – miniserie TV, episodi 1x01-1x02 (2018)
- Bizarre Murders – serie TV, episodio 1x37 (2018)
- Wayne – serie TV, episodio 1x03 (2019)
- Workin' Moms – serie TV, 14 episodi (2019-2022)
- October Faction – serie TV, episodi 1x01-1x07 (2020)
- Nurses - Nel cuore dell'emergenza (Nurses) – serie TV, 20 episodi (2020-2021)

### Sceneggiatore

#### Cinema
- You're up Next, regia di Paul K.V – cortometraggio (2018)

#### Televisione
- The Things We Say – miniserie TV, episodi 1x01-1x02 (2018)

### Produttore

#### Televisione
- The Things We Say – miniserie TV, episodi 1x01-1x02 (2018)

## Doppiatori italiani
Nelle versioni in italiano delle opere in cui ha recitato, Donald MacLean Jr. è stato doppiato da:
- Davide Farronato in Nurses - Nel cuore dell'emergenza